# San Giorgio di Piano
San Giorgio di Piano és un comune (municipi) de la província de Bolonya, a la regió italiana d'Emilia-Romagna. L'1 de gener de 2018, la seva població era de 8.749 habitants.
Limita amb els municipis de Argelato, Bentivoglio, Castello d'Argile i San Pietro in Casale.

## Demografia[2][3]
| Gràfica d'evolució demogràfica de San Giorgio di Piano entre 1861 i               |
|                                                                                   |
| Font: Istituto Nazionale di Statistica (ISTAT) - Elaboració gràfica de Viquipèdia |